# Nico (Musiker)
Nico (* 1966 in Oxford; eigentlich Nicholas Kristian Sykes) ist ausgebildeter Studioingenieur und Drum-and-Bass-Produzent und war Mitte der 1990er Jahre neben Trace einer der Begründer des Techstep-Genres. Er veröffentlichte auch unter den Pseudonymen Deependance und DJ NKS. Andere Projekte waren TMF (Jungle mit Phil Legg und P. Purpose), User 102 (UK Hardcore) und Spider Net (beide mit Peter Lazaro) sowie Rollers Instinct und Skyscraper (beide mit Trace).
Nico gründete das Label No U-Turn Records, auf dem er 1996 mit Ed Rush, Trace und Fierce die LP Torque produzierte.
Neuartig an seinem Stil war der für die damalige Zeit starke Minimalismus der Beats sowie deren stark verzerrten Klänge, die auch bei relativ langsamen Tunes aggressiv wirkten. Im Gegensatz zu Ed Rush, mit dem er viel zusammenarbeitete, trat Nico für die damalige Zeit ungewöhnlich nicht als DJ auf, sondern spielte live auf einem einfachen Sampler.

## Diskografie

### Alben
- Torque (1997, No U-Turn Records), mit Trace, Fierce und Ed Rush

### EPs
- Dats Cool (1995, Saigon), mit Unknown Face

### Singles (Auswahl)
- Can't Hold It (1993, No U-Turn Records), als User 102
- Splits (1995, Quality Control), A-Seite (Jungle Pressure) von Ride C
- The Genius / Apollo (1995, Emotif Recordings), als Deependance
- Dark Tha' Jam / Broke My Heart (1995, Emotif Recordings), als Deependance
- Haze / Mid Town Method (1995, Emotif Recordings), als Rollers Instinct
- Liberty 1 (1996, Emotif Recordings), als Skyscraper, A-Seite (Mutant Revisited) von DJ Trace
- The Sleeper / Awake (1996, No U-Turn Records), als Spider Net
- 5 Miles High / Drums In Space (1996, Saigon), als TMF
- Area 51 (1996, Volume), mit DJ Trace, erschienen auf Breakbeat Science - Volume 1
- Input (1996, Nu Black), mit Fierce
- Prisoner (Nico Dub Mix) (1997, BeastWax), Original von Dub War
- DC97 (1997, Volume), als NKS, mit Unknown Face, erschienen auf Breakbeat Science - Volume 2
- Look Up Dere (NKS Remix) (1997, Groove Attack Productions), Original von Karma, erschienen auf Karma 2
- Omen (1997, Nu Black), mit Makai
- Cells (1998, No U-Turn Records), mit Trace
- Replicant (1998, Idiosyncratic), mit Trace
- Nyce (1999, Sound Gizmo Audio), als TMF
- CTRL / Controller (2000, Nu Black), mit Kyan
- Defender (2001, No U-Turn Records), mit Rukkus
- Defender II (2001, Nu Black), mit Rukkus
- Empire / Draw (2008, Quarantine), mit Fierce und Break
- Horse (2008, Exit Records), mit Instra:mental, A-Seite (Intervention) von Instra:mental, erschienen auf Aptitude Vol 4
- Edtrafienical (2010, Sublogic Recordings und No U-Turn Records), mit Ed Rush, Trace, Optical und Fierce, erschienen unter dem Titel: Sublogic Dubplate Vol. 3, produziert im Jahr 1997
- Salvage (2010, Symmetry Recordings), mit Break, erschienen auf dessen Album Resistance